# Otterburne
Otterburne est une localité du Manitoba (Canada) situé à De Salaberry. 

## Histoire
Le 30 juillet 2005, une tempête de vent a déraciné une centaine d'arbres et soulevé dans les airs des roues d'irrigation de 15 tonnes.